# Saint-Pompon
Saint-Pompon (avant le 1er janvier 2024, orthographiée Saint-Pompont), est une commune française située dans le département de la Dordogne, en région Nouvelle-Aquitaine.

## Géographie

### Généralités
Commune située dans le Périgord en limite du Quercy sur la Lousse à 5 km de Daglan, 23 km de Sarlat-la-Canéda.

### Communes limitrophes
Saint-Pompon est limitrophe de cinq autres communes. Au sud-est, son territoire est distant d'environ 350 mètres de celui de Marminiac (dans le Lot) et au sud-ouest de 380 mètres de celui de Prats-du-Périgord.
|         | Saint-Laurent-la-Vallée | Daglan               |
| Doissat | Saint-Pompon            |                      |
|         | Besse                   | Campagnac-lès-Quercy |

### Géologie et relief

#### Géologie
Situé sur la plaque nord du Bassin aquitain et bordé à son extrémité nord-est par une frange du Massif central, le département de la Dordogne présente une grande diversité géologique. Les terrains sont disposés en profondeur en strates régulières, témoins d'une sédimentation sur cette ancienne plate-forme marine. Le département peut ainsi être découpé sur le plan géologique en quatre gradins différenciés selon leur âge géologique. Saint-Pompon est située dans le deuxième gradin à partir du nord-est, un plateau formé de roches calcaires très dures du Jurassique que la mer a déposées par sédimentation chimique carbonatée, en bancs épais et massifs.
Elle est dans le causse de Daglan, au sud-ouest autour de Daglan, entre Saint-Cyprien, Domme et Villefranche-du-Périgord, vaste ensemble éclaté présentant de nombreux faciès calcaires, constitués principalement de pelouses sèches, de steppes, et de forêts perdant leurs feuilles en hiver.
Les couches affleurantes sur le territoire communal sont constituées de formations superficielles du Quaternaire datant du Cénozoïque et de roches sédimentaires du Mésozoïque. La formation la plus ancienne, notée j6-7, date du Kimméridgien terminal au Tithonien, composée de calcaires micritiques en petits bancs alternant avec des bancs marneux à lumachelles. La formation la plus récente, notée Eg, fait partie des formations superficielles de type grèze ou colluvions fluvio-glaciaires calcaires cimentées. Le descriptif de ces couches est détaillé dans  la feuille « no 832 - Gourdon » de la carte géologique au 1/50 000 de la France métropolitaine, et sa notice associée.

Carte géologique de Saint-Pompon.

#### Relief et paysages
Le département de la Dordogne se présente comme un vaste plateau incliné du nord-est (491 m, à la forêt de Vieillecour dans le Nontronnais, à Saint-Pierre-de-Frugie) au sud-ouest (2 m à Lamothe-Montravel). L'altitude du territoire communal varie quant à elle entre 110 mètres et 334 mètres,.
Dans le cadre de la Convention européenne du paysage entrée en vigueur en France le 1er juillet 2006, renforcée par la loi du 8 août 2016 pour la reconquête de la biodiversité, de la nature et des paysages, un atlas des paysages de la Dordogne a été élaboré sous maîtrise d’ouvrage de l’État et publié en octobre 2020. Les paysages du département s'organisent en huit unités paysagères,. La commune fait partie du Périgord noir, un paysage vallonné et forestier, qui ne s’ouvre que ponctuellement autour de vallées-couloirs et d’une multitude de clairières de toutes tailles. Il s'étend du nord de la Vézère au sud de la Dordogne (en amont de Lalinde) et est riche d’un patrimoine exceptionnel.
La superficie cadastrale de la commune publiée par l'Insee, qui sert de référence dans toutes les statistiques, est de 27,40 km2,,. La superficie géographique, issue de la BD Topo, composante du Référentiel à grande échelle produit par l'IGN, est quant à elle de 28,13 km2.

### Hydrographie

#### Réseau hydrographique
La commune est située pour partie dans le bassin de la Dordogne et pour partie dans le bassin de la Garonne au sein du Bassin Adour-Garonne. Elle est drainée par la Lousse, le ruisseau de Mandalou, le Merdalou, le Lécadou et par divers petits cours d'eau, qui constituent un réseau hydrographique de 18 km de longueur totale,.
La Lousse, affluent du Céou et sous-affluent de la Dordogne, prend sa source dans le sud de la commune et la traverse sur près de six kilomètres et demi vers le nord-est, passant au sud du bourg.
Le ruisseau de Mandalou arrose le nord du territoire communal sur deux kilomètres et se jette dans la Lousse au sud du bourg, après avoir traversé celui-ci.
Son affluent le Merdalou baigne la commune sur deux kilomètres, lui servant de limite naturelle sur près d'un kilomètre en deux tronçons, face à Doissat et Saint-Laurent-la-Vallée.
Affluent du Merdalou, le Lécadou borde le territoire communal à l'ouest sur près de 200 mètres, face à Saint-Laurent-la-Vallée.

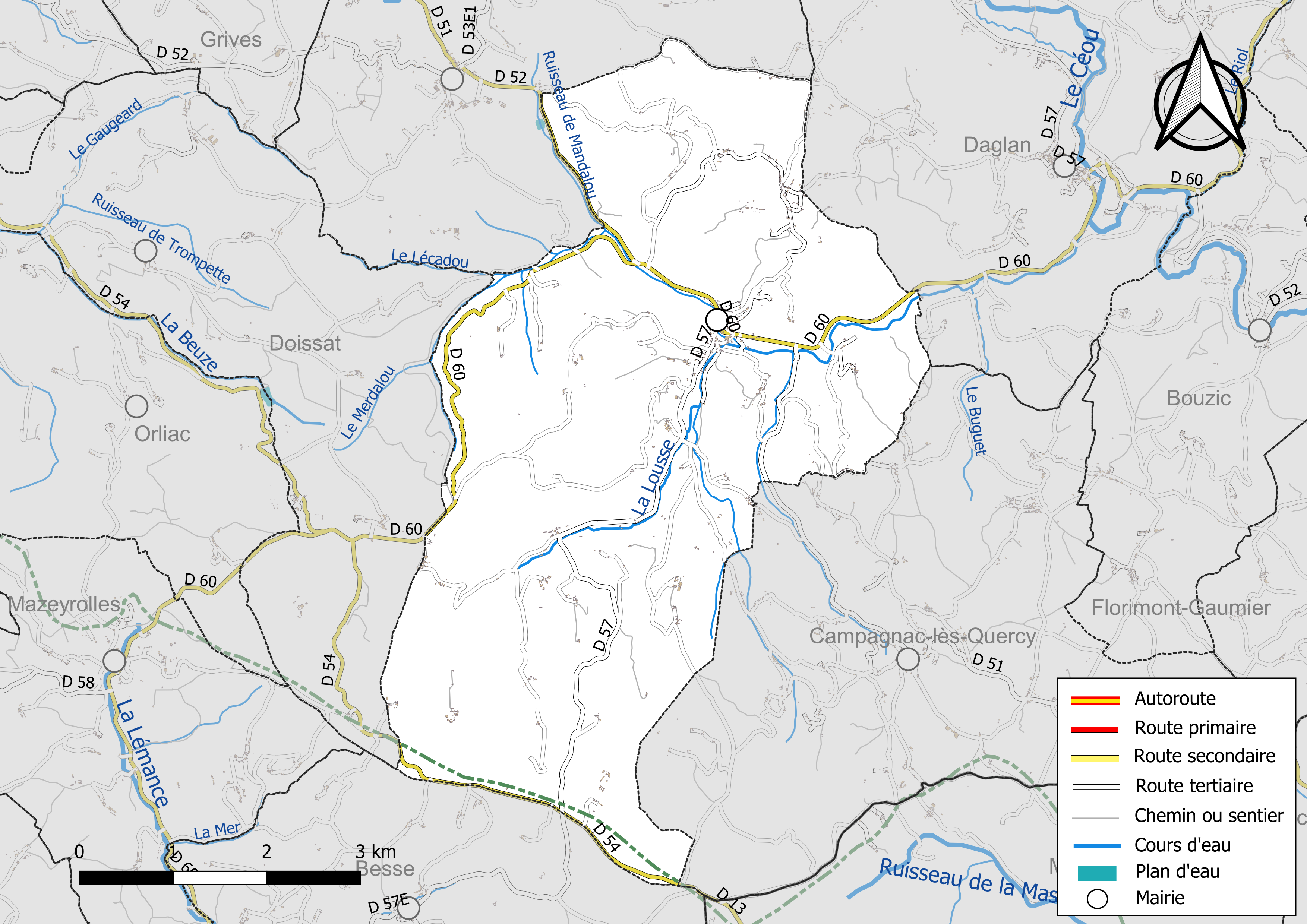
Réseaux hydrographique et routier de Saint-Pompon[Note 3].
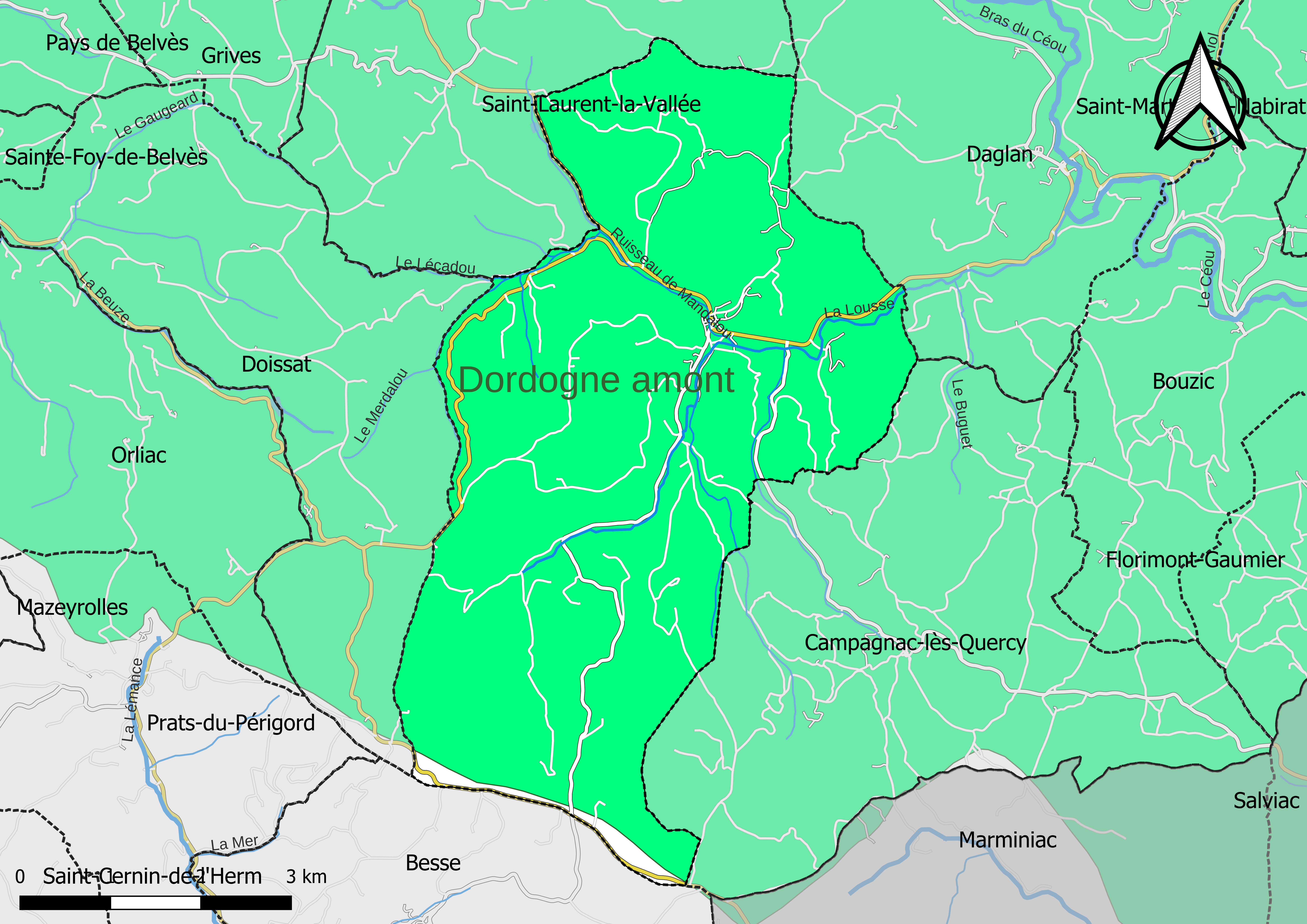
Carte des schémas d'aménagement et de gestion des eaux (SAGE) couvrant le territoire communal de Saint-Pompon.

#### Gestion et qualité des eaux
Le territoire communal est couvert par le schéma d'aménagement et de gestion des eaux (SAGE) « Dordogne amont ». Ce document de planification, dont le territoire s'étend des sources de la Dordogne jusqu'à la confluence de la Vézère à Limeuil, d'une superficie de 9 700 km2 est en cours d'élaboration. La structure porteuse de l'élaboration et de la mise en œuvre est l'établissement public territorial de bassin de la Dordogne (EPIDOR). Il définit sur son territoire les objectifs généraux d’utilisation, de mise en valeur et de protection quantitative et qualitative des ressources en eau superficielle et souterraine, en respect des objectifs de qualité définis dans le troisième SDAGE  du Bassin Adour-Garonne qui couvre la période 2022-2027, approuvé le 10 mars 2022.
La quasi-totalité du territoire communal, se situant dans le bassin versant du Céou, dépend du SAGE Dordogne amont. Une frange sud de la commune, en limite de Besse, fait partie du bassin de la Lémance qui en 2022 de dépend d'aucun SAGE.
La qualité des eaux de baignade et des cours d’eau peut être consultée sur un site dédié géré par les agences de l’eau et l’Agence française pour la biodiversité.

### Climat
Pour des articles plus généraux, voir Climat de la Nouvelle-Aquitaine et Climat de la Dordogne.
Historiquement, la commune est exposée à un climat océanique aquitain.  
En 2020, Météo-France publie une typologie des climats de la France métropolitaine dans laquelle la commune est exposée à un climat océanique altéré et est dans la région climatique  Aquitaine, Gascogne, caractérisée par une pluviométrie abondante au printemps, modérée en automne, un faible ensoleillement au printemps, un été chaud (19,5 °C), des vents faibles, des brouillards fréquents en automne et en hiver et des orages fréquents en été (15 à 20 jours).
Pour la période 1971-2000, la température annuelle moyenne est de 12,8 °C, avec  une amplitude thermique annuelle de 15,6 °C. Le cumul annuel moyen de précipitations est de 906 mm, avec 11,8 jours de précipitations en janvier et 6,5 jours en juillet. Pour la période 1991-2020, la température moyenne annuelle observée sur la station météorologique la plus proche, située sur la commune de Pays de Belvès à 13 km à vol d'oiseau, est de 13,0 °C et le cumul annuel moyen de précipitations est de 888,2 mm,. Pour l'avenir, les paramètres climatiques de la commune estimés pour 2050 selon différents scénarios d’émission de gaz à effet de serre sont consultables sur un site dédié publié par Météo-France en novembre 2022.

## Urbanisme

### Typologie
Au 1er janvier 2024, Saint-Pompon est catégorisée commune rurale à habitat très dispersé, selon la nouvelle grille communale de densité à 7 niveaux définie par l'Insee en 2022.
Elle est située hors unité urbaine et hors attraction des villes,.

### Occupation des sols
L'occupation des sols de la commune, telle qu'elle ressort de la base de données européenne d’occupation biophysique des sols Corine Land Cover (CLC), est marquée par l'importance des forêts et milieux semi-naturels (68,8 % en 2018), en augmentation par rapport à 1990 (67,1 %). La répartition détaillée en 2018 est la suivante : 
forêts (57,2 %), zones agricoles hétérogènes (22,6 %), milieux à végétation arbustive et/ou herbacée (11,7 %), prairies (7,2 %), zones urbanisées (1,3 %). L'évolution de l’occupation des sols de la commune et de ses infrastructures peut être observée sur les différentes représentations cartographiques du territoire : la carte de Cassini (XVIIIe siècle), la carte d'état-major (1820-1866) et les cartes ou photos aériennes de l'IGN pour la période actuelle (1950 à aujourd'hui).

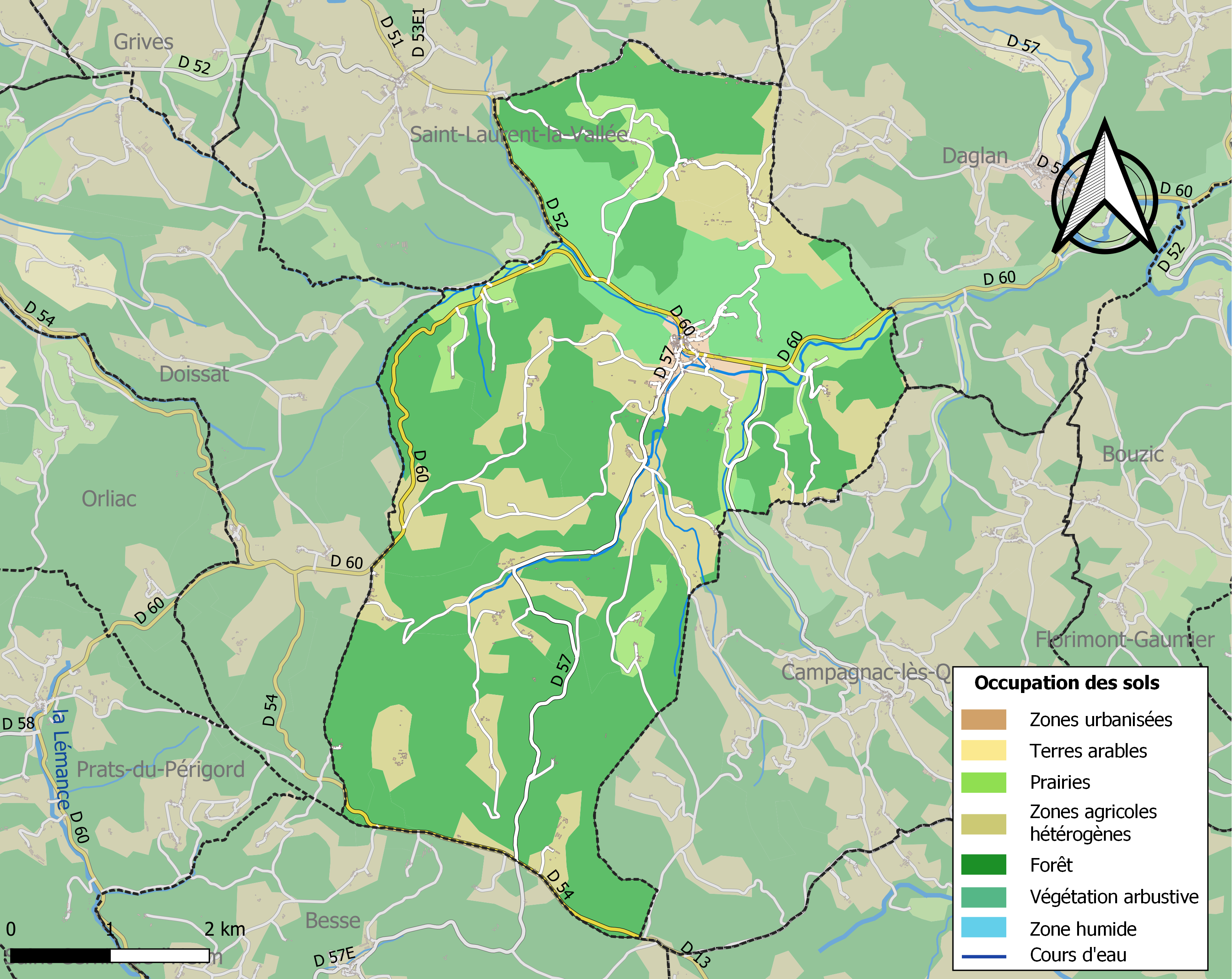
Carte des infrastructures et de l'occupation des sols de la commune en 2018 (CLC).

### Prévention des risques
Le territoire de la commune de Saint-Pompon est vulnérable à différents aléas naturels : météorologiques (tempête, orage, neige, grand froid, canicule ou sécheresse), feux de forêts, mouvements de terrains et séisme (sismicité très faible). Un site publié par le BRGM permet d'évaluer simplement et rapidement les risques d'un bien localisé soit par son adresse soit par le numéro de sa parcelle.
Saint-Pompon est exposée au risque de feu de forêt. L’arrêté préfectoral du 14 mars 2013 fixe les conditions de pratique des incinérations et de brûlage dans un objectif de réduire le risque de départs d’incendie. À ce titre, des périodes sont déterminées : interdiction totale du 15 février au 15 mai et du 15 juin au 15 octobre, utilisation réglementée du 16 mai au 14 juin et du 16 octobre au 14 février. En septembre 2020, un plan inter-départemental de protection des forêts contre les incendies (PidPFCI) a été adopté pour la période 2019-2029,.

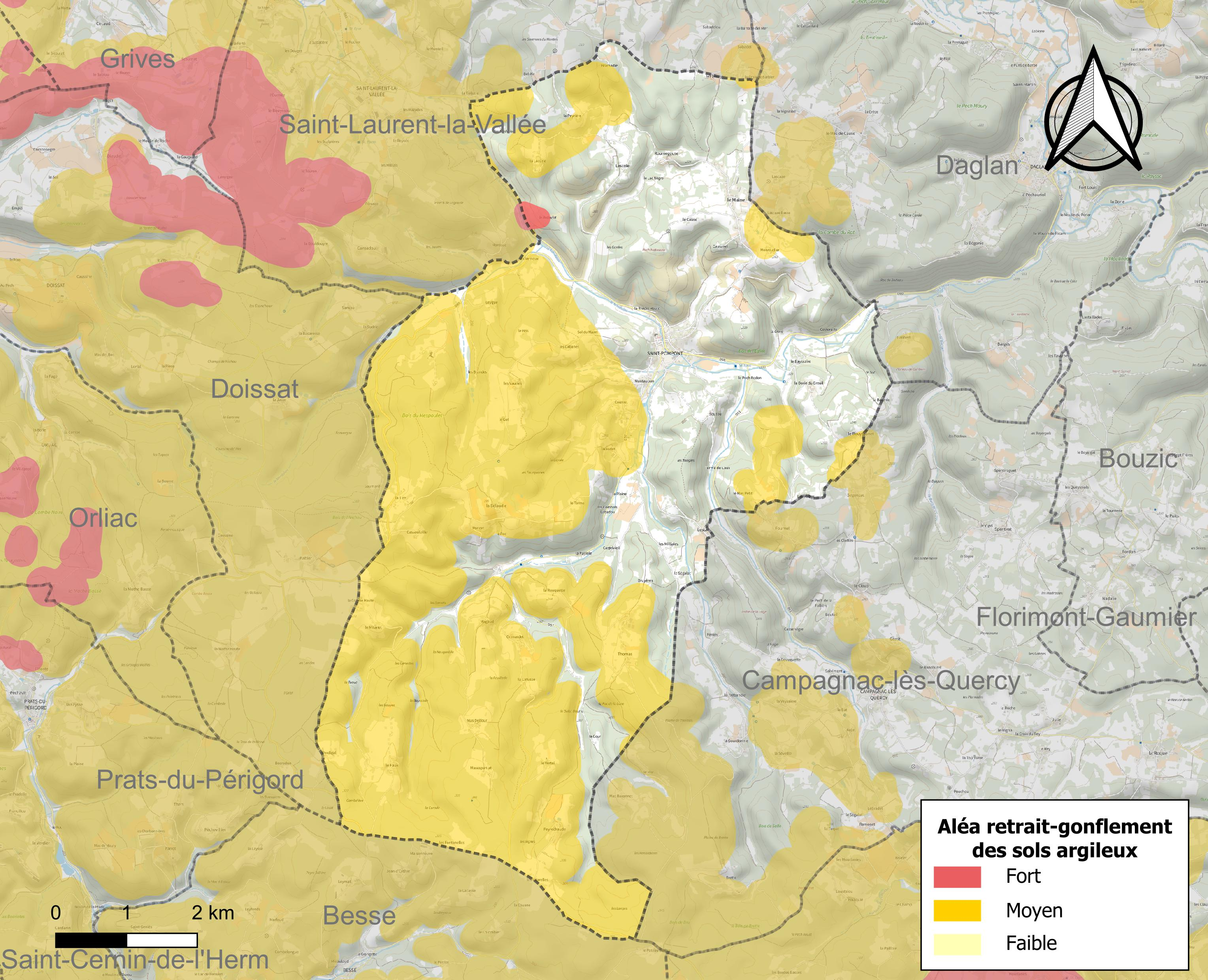
Carte des zones d'aléa retrait-gonflement des sols argileux de Saint-Pompon.

Les mouvements de terrains susceptibles de se produire sur la commune sont des tassements différentiels. Le retrait-gonflement des sols argileux est susceptible d'engendrer des dommages importants aux bâtiments en cas d’alternance de périodes de sécheresse et de pluie. 56,8 % de la superficie communale est en aléa moyen ou fort (58,6 % au niveau départemental et 48,5 % au niveau national métropolitain). Depuis le 1er octobre 2020, en application de la loi ÉLAN, différentes contraintes s'imposent aux vendeurs, maîtres d'ouvrages ou constructeurs de biens situés dans une zone classée en aléa moyen ou fort,.
La commune a été reconnue en état de catastrophe naturelle au titre des dommages causés par les inondations et coulées de boue survenues en 1982, 1993, 1996 et 1999, par la sécheresse en 2005 et 2011 et par des mouvements de terrain en 1999.

## Toponymie
Le nom de Saint-Pompon fait référence au martyr Pomponius, évêque de Naples au VIe siècle. La lettre « t » finale du nom officiel de la commune est une assimilation erronée avec le mot « pont ».
En occitan, la commune porte le nom de Sent Plemponh.
Jusqu'au 31 décembre 2023, le nom officiel de la commune était Saint-Pompont. À la suite du décret no 2023-1386 du 22 décembre 2023 portant changement du nom de communes, la commune est graphiée Saint-Pompon, conformément à l'orthographe utilisée localement.

## Histoire

### Préhistoire
Des vestiges magdaléniens ont été découverts dans les grottes (privées) situées sous le château de Castelviel dominant la vallée de la Lousse.

### Période gallo-romaine
À l'époque gauloise, la commune faisait partie du territoire des Pétrocores. Un tumulus au lieu-dit « le Castella » ((oc) lo Castelàs) et quelques autres sites archéologiques en témoignent. Lors de la conquête romaine, Saint-Pompon devient un lieu de passage reliant Cahors à Périgueux. Cette voie romaine dite « Chemin des Anglais » ((oc) lo Camin deus Anglés) située sur les coteaux calcaires a été endommagée par des ravinements naturels. La présence d'un poste de guet dit « la Cabane des Gaulois » surplombant le bourg et d'un mur de soutènement bâti avec d'énormes blocs de calcaire en sont les derniers vestiges visibles.
La première mention écrite connue du lieu apparaît, non datée, sous la forme Sen Pomponctprécédant le libellé Hospitalis de Sancto Pomponio en 1269.

### À partir duXIVesiècle
Au XIVe siècle, la guerre de Cent Ans entraîna la fortification du bourg grâce aux Anglais. Aujourd'hui, il en reste une porte recouverte de mâchicoulis. Le château actuel datant du XIIIe siècle a conservé sa grosse tour et un chemin de ronde encore bien visible. Plus à l'ouest, sur une colline dominant un étroit vallon où se forme et serpente le Mandalou, le château du Mespoulet (privé) est qualifié de repaire noble (XVIIIe siècle). Tout comme les villages de la vallée du Céou, Saint-Pompon a subi de plein fouet les guerres de religion, d'autant plus que la route royale traversait la localité.

### Aux portes duXXIesiècle
Saint-Pompon est une petite commune rurale pleine de vie, située un peu à l'écart des grands axes touristiques des vallées de la Dordogne et du Céou. Ce bourg frontière prouve son dynamisme par son aménagement coquet, ses commerces, ses structures d'accueil sociales et touristiques. C'est un appel à la flânerie que ce dédale de ruelles où l'on découvre autour de l'église et du château, des maisons riches d'une grande diversité architecturale. Sur les chemins d'hier et d'aujourd'hui, le promeneur peut contempler les hameaux et maisons nobles, et son regard peut se perdre vers des horizons des plus étendus.

## Politique et administration

### Rattachements administratifs
En 1790, la commune de Saint-Pompont a été rattachée au canton de Daglan, qui dépendait du district de Sarlat jusqu'en 1795, lors de la suppression des districts. Lorsque ce canton est supprimé par la loi du 8 pluviôse an IX (28 janvier 1801)  portant sur la « réduction du nombre de justices de paix », la commune est rattachée au canton de Domme, dépendant de l'arrondissement de Sarlat  (devenu l'arrondissement de Sarlat-la-Canéda en 1965).

### Intercommunalité
Fin 1997, Saint-Pompont intègre dès sa création la communauté de communes du Canton de Domme. Celle-ci est dissoute au 31 décembre 2013 et remplacée au 1er janvier 2014 par la communauté de communes de Domme-Villefranche du Périgord.

### Administration municipale
La population de la commune étant comprise entre 100 et 499 habitants au recensement de 2017, onze conseillers municipaux ont été élus en 2020,.

### Liste des maires
| Période                                  | Période      | Identité              | Étiquette | Qualité                                                                    |
| ---------------------------------------- | ------------ | --------------------- | --------- | -------------------------------------------------------------------------- |
| Les données manquantes sont à compléter. |              |                       |           |                                                                            |
|                                          |              |                       |           |                                                                            |
| 1937                                     | 1971         | Fernand Buffard       |           |                                                                            |
| 1971                                     | 1989         | Pierre Bouyssou       |           |                                                                            |
| 1989                                     | 2008         | Christian Cramaregeas |           |                                                                            |
| mars 2008                                | juillet 2020 | Thomas Michel         | SE        | Infirmier Président de la CC de Domme-Villefranche du Périgord (2014-2017) |
| juillet 2020                             | En cours     | Carole Henry          |           |                                                                            |

## Équipements et services publics

### Justice
En 2023, dans le domaine judiciaire, Saint-Pompon relève : 
- du tribunal de proximité de Sarlat-la-Canéda ;
- du tribunal judiciaire, du tribunal pour enfants, du conseil de prud'hommes et du tribunal de commerce de Bergerac ;
- du pôle Nationalité du tribunal judiciaire de Périgueux (compétent uniquement dans le domaine de la nationalité) ;
- de la cour d'appel et de la  cour administrative d'appel de Bordeaux.

## Population et société

### Démographie
Les habitants de Saint-Pompon se nomment les Saint-Pomponnais.
L'évolution du nombre d'habitants est connue à travers les recensements de la population effectués dans la commune depuis 1793. Pour les communes de moins de 10 000 habitants, une enquête de recensement portant sur toute la population est réalisée tous les cinq ans, les populations de référence des années intermédiaires étant quant à elles estimées par interpolation ou extrapolation. Pour la commune, le premier recensement exhaustif entrant dans le cadre du nouveau dispositif a été réalisé en 2007.

En 2022, la commune comptait 363 habitants, en évolution de −7,87 % par rapport à 2016 (Dordogne : +0,37 %, France hors Mayotte : +2,11 %).
| 1793  | 1800  | 1806  | 1821  | 1831  | 1836  | 1841  | 1846  | 1851  |
| ----- | ----- | ----- | ----- | ----- | ----- | ----- | ----- | ----- |
| 1 200 | 1 163 | 1 256 | 1 260 | 1 180 | 1 314 | 1 322 | 1 376 | 1 348 |

| 1856  | 1861  | 1866  | 1872  | 1876  | 1881  | 1886  | 1891  | 1896  |
| ----- | ----- | ----- | ----- | ----- | ----- | ----- | ----- | ----- |
| 1 403 | 1 266 | 1 341 | 1 314 | 1 332 | 1 350 | 1 329 | 1 229 | 1 130 |

| 1901  | 1906  | 1911 | 1921 | 1926 | 1931 | 1936 | 1946 | 1954 |
| ----- | ----- | ---- | ---- | ---- | ---- | ---- | ---- | ---- |
| 1 052 | 1 046 | 929  | 780  | 722  | 676  | 699  | 630  | 591  |

| 1962 | 1968 | 1975 | 1982 | 1990 | 1999 | 2006 | 2007 | 2012 |
| ---- | ---- | ---- | ---- | ---- | ---- | ---- | ---- | ---- |
| 536  | 516  | 506  | 521  | 452  | 405  | 426  | 429  | 431  |

| 2017 | 2022 | - | - | - | - | - | - | - |
| ---- | ---- | - | - | - | - | - | - | - |
| 372  | 363  | - | - | - | - | - | - | - |

## Économie

### Emploi
En 2015, parmi la population communale comprise entre 15 et 64 ans, les actifs représentent 151 personnes, soit 36,2 % de la population municipale. Le nombre de chômeurs (vingt) a légèrement augmenté par rapport à 2010 (dix-neuf) et le taux de chômage de cette population active s'établit à 13,4 %.

### Établissements
Au 31 décembre 2015, la commune compte soixante établissements, dont trente-trois au niveau des commerces, transports ou services, treize dans l'agriculture, la sylviculture ou la pêche, sept dans l'industrie, quatre dans la construction, et trois relatifs au secteur administratif, à l'enseignement, à la santé ou à l'action sociale.

### Entreprises
Dans le secteur du commerce, parmi les entreprises dont le siège social est en Dordogne, les « Établissements Bouyssou » (commerce de gros interentreprises de céréales, de tabac non manufacturé, de semences et d'aliments pour le bétail) implantés à Saint-Pompon se classent en 41e position quant au chiffre d'affaires hors taxes en 2015-2016, avec 15 989 k€.

## Culture locale et patrimoine

### Lieux et monuments
- L'ancienne porte de la ville, classée au titre des monuments historiques par arrêté du 3 juin 1937[54],
- Château de Castelviel ((oc) Castèlvièlh)
- Château de Mespoulet, XIIe siècle, ((oc) lo Mespolet) classé/inscrit au titre des monuments historiques le 24 juin 1948[55],
- Château de Saint-Pompon, XVIe siècle,  inscrit au titre des monuments historiques le 2 février 1948[56],
- Église Saint-Jean-Baptiste de Saint-Pompon de style roman, inscrite par arrêté du 1er juillet 1991 au titre des monuments historiques[57],
- L'enceinte et le monument des Grilloux, inscrits au titre des monuments historiques par arrêté du 17 juin 1980[58]
- Maisons anciennes
- Ancien hôpital du XIIIe siècle, dit « l'Hôpital » ou « le Pavillon » ((oc) l'Espital)
- Vestiges romains
- Maison noble, calvaires, fours à pain, cabanes, lavoirs, moulins.

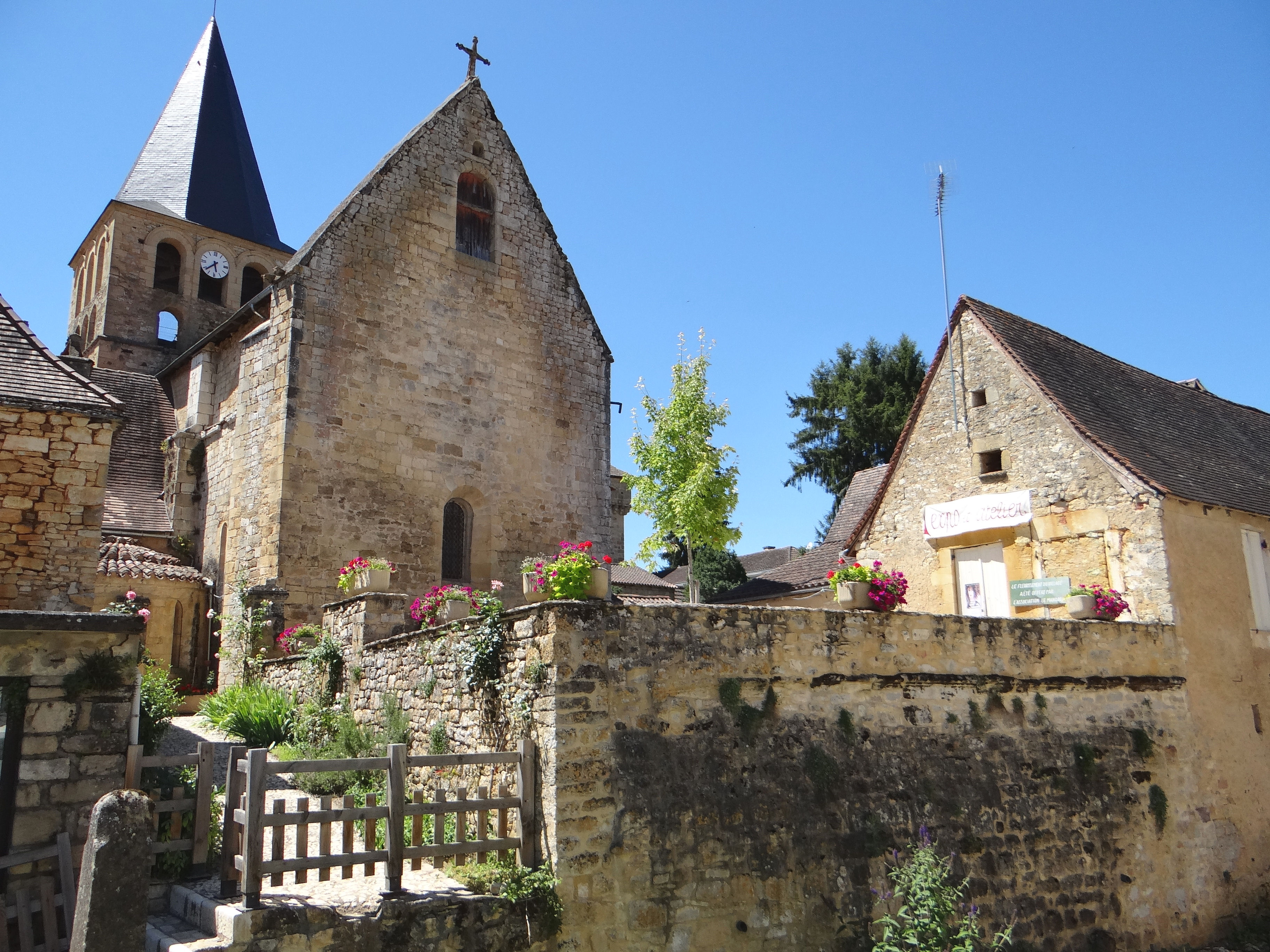
Église Saint-Jean-Baptiste.
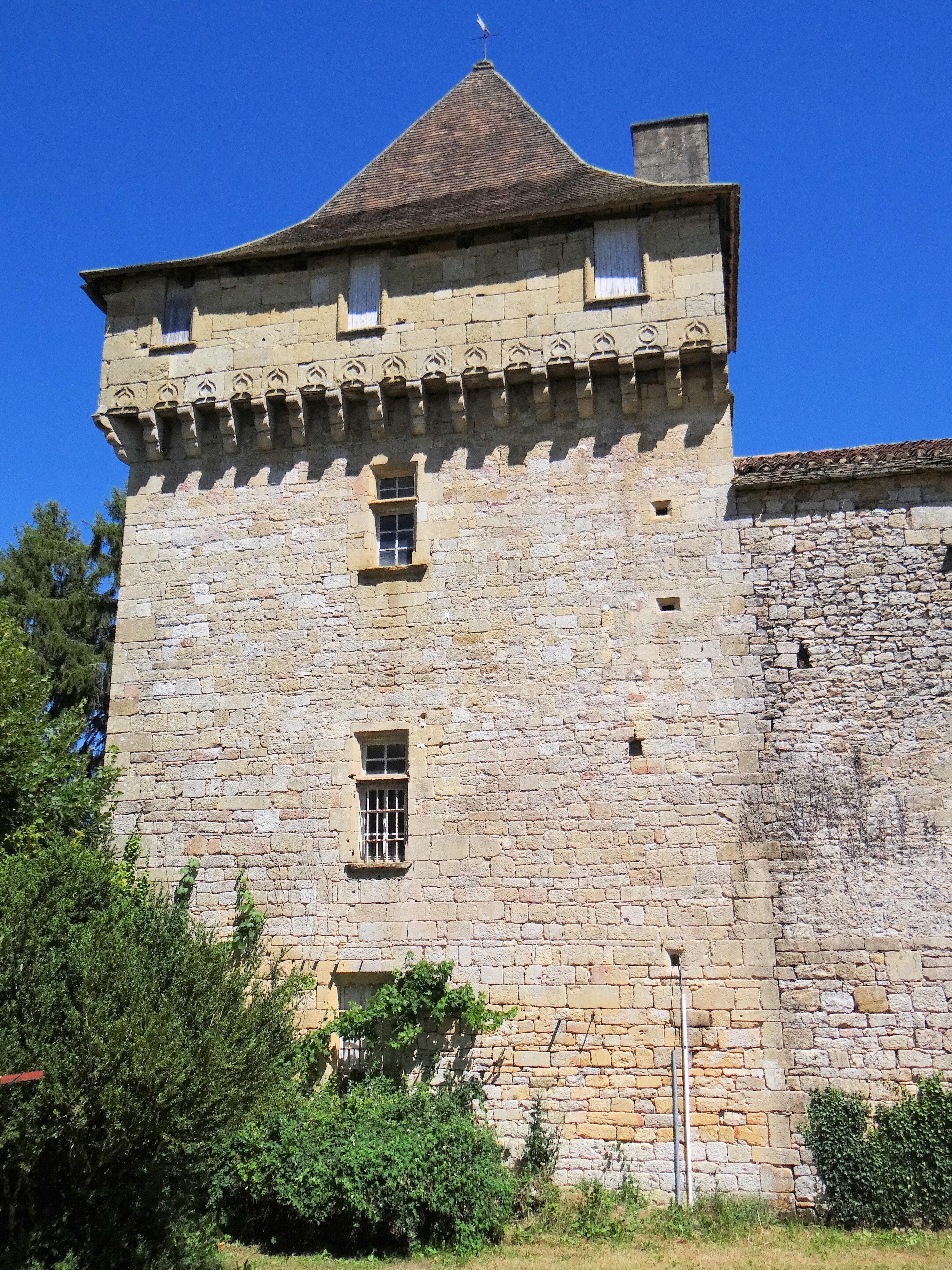
Château de Saint-Pompon.
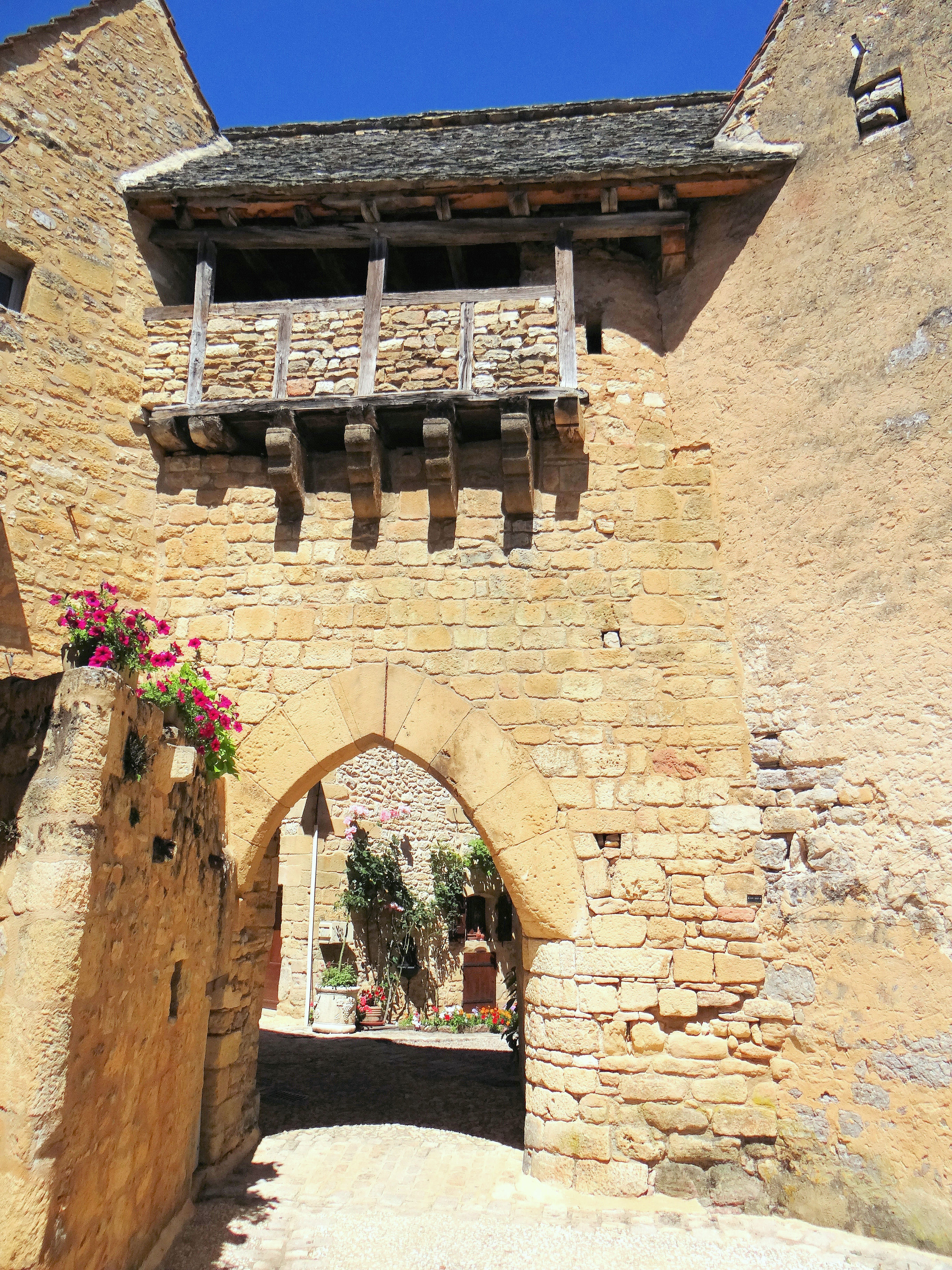
Ancienne porte fortifiée du village.

- La commune fait partie de l'Association des communes de France aux noms burlesques et chantants.

### Personnalités liées à la commune
- Herdin Radtke peintre.
- Carine Van Steen (Mérite agricole)
- Norbert Koreman (éditeur cilinaire saisonnier et écrivain)
- Herbert Robbrecht (chef étoilé belge)

## Pour approfondir